# 2119 Schwall
För andra betydelser, se Schwall.
2119 Schwall eller 1930 QG är en asteroid i huvudbältet, som upptäcktes 30 augusti 1930 av den tyske astronomen Max Wolf och den italienska astronomen Mario A. Ferrero. Den har fått sitt namn efter August Schwall som arbetade vid Heidelberg observatoriet.
Asteroiden har en diameter på ungefär 5 kilometer.